# Gdzie jest Kitty?
Gdzie jest Kitty? – amerykańska tragikomedia z 2004 roku.

## Główne role
- Edward Burns – Jack Stanton
- David Krumholtz – Abe Fiannico
- Max Baker – Ron Stewart
- Connie Britton – Pani Marcie Petracelli
- Craig Carlisle – Klaus Vachon
- Rachel Dratch – Julie
- Peter Gerety – Gus Maplethorpe
- Ari Meyers – Kitty Green Fiannico
- Chris Parnell – Guy Borne
- Elizabeth Regen – Maggie Shaye

## Fabuła
Do Nowego Jorku przybywa Abe Fiannico – szkolny trener baseballa, który szuka swojej narzeczonej Kitty. O pomoc prosi prywatnego detektywa Jacka Stantona...